# Do or Die (groupe)
Pour les articles homonymes, voir Do or Die.
Do or Die est un groupe belge de metalcore, deathmetal et punk hardcore, originaire de Mons. Le groupe assure assez souvent les premières partie de groupes comme Madball, Napalm Death, Hatebreed ou Agnostic Front à travers toute l'Europe.

## Historique
Do or Die est formé en 1999 comme groupe de punk hardcore et heavy metal,.
L'année suivante, en 2000, le groupe publie son premier EP quatre titres intitulé Tears of Rage, au label I Scream Music. Encore un an plus tard sort leur premier album studio, Heart Full of Pain, au label I Scream Music. En 2002, le groupe publie son deuxième album studio intitulé Meaning of Honor, toujours au label I Scream Music, qui est très moyennement accueilli par la presse spécialisée,. En 2003, le groupe se sépare de son batteur, du bassiste et du chanteur. La même année, ils publient leur troisième album studio, Trinacria. Il suit en 2005 d'un quatrième album intitulé Tradition.
En 2008 sort l'album Pray for Them en vinyle édition limitée rouge sorti sur Independenza Records. En 2011, le groupe signe un accord avec le label Demons Run Amok Entertainment, et publie son nouvel album, The Downfall of the Human Race le 11 novembre 2011,. En fin janvier 2012, le groupe publie un nouveau clip vidéo de leur titre Breathe at Last, issu de l'album The Downfall of the Human Race.
En 2015, ils publient leur nouvel album, Crows, au label M&O Music.

En 2017 Chris se sépare arbitrairement de l'intégralité de la formation afin de remonter une version de Do or Die dans laquelle il rejouera le premier album ainsi que des nouvelles compositions dans le style de 1999. Les membres limogés formertns le groupe "Better Be Dead", plus orienté death metal.
En 2019, après avoir sorti deux singles (dont le morceau L'Enfer) ensemble sous ce nouveau line-up, le groupe met fin à ses activités et se reforme sous le nom de Bury Your Demons et recycle la page Facebook afin de bénéficier de la fanbase de Do Or Die, environ 14000 abonnés, dont 3000 environs se désabonneront, très probablement à la suite de la manipulation jugée peu honnête par certains fans et critiques. Certains anciens musiciens manifestent leur mécontentement publiquement.
En 2020, sous une autre formation constituée d'anciens membres, le groupe refait surface avec un single diffusé largement en radio; "We are legion", très orienté hardcore. La pandémie ne leur permettra pas de prester les quelques festivals prévus à la promotion du nouvel album, Stigmata, qui finalement ne sortira pas. Depuis, les morceaux de l'album diffusés sur le net ont été supprimés.
En 2022, s'appuyant sur la fanbase établie au cours des années la page de Bury your demons redevient une page Do or die alors que l'autre formation est toujours en activité. Ce nouveau line up consiste en Stand for truth, un groupe à moitié constitué d'anciens membres, et Chris au chant. Cette formation fait quelques prestations, ainsi qu'une apparition en ouverture du Hellfest.

## Discographie
- 2000 : Tears of Rage (EP)
- 2001 : Heart Full of Pain
- 2002 : The Meaning of Honor
- 2003 : Trinacria (live)
- 2005 : Tradition
- 2008 : Pray for Them
- 2011 : The Downfall of the Human Race
- 2015 : Crows
- 2017 : L'Enfer (single)
- 2020 : We Are Legion (single)

## Membres

### Anciens membres
- Eric Klinger - guitare (2017-2019)
- Tom Clement - basse (2017-2019)
- Leo Luyckx - batterie (2017-2019)
- Stéphane Frocheur - chant (2011-2017)
- Grégory Chiarenza - guitare (2003-2017)
- Arnold Cornu - guitare (2009-2017)
- Filipe Dos Santos Mendes - basse (2013-2016)
- Jonathan Chiarenza - batterie (2015-2016)
- Alain Vertsappen - chant (1999-2003)
- Angelo De Notaris - chant (2003-2010)
- Jon Boscardin - batterie (1999-2003)
- Yvan Bua - basse (1999-2003)
- Pierre Colmant - basse (2008-2012)
- Étienne Carton - basse (2003-2008)
- Luigi Chiarelli - guitare (2000-2007)
- Jean-Pierre Mottin - basse (2012)
- Jonas Sanders - batterie (2013)
- Arnaud Delo - basse (2003, 2008)
- Ruddy Collyns - batterie (2003-2015)
- Philty Gueret - batterie (2003)
- Fred Rochefort - basse (2002)
- Nicolas Meert - guitare (1999-2001)